# أشياء الحياة (فلم)
أشياء الحياة (بالفرنسية: Les Choses de la vie) (بالإنجليزية: The Things of Life)، هو فيلم درامي فرنسي لعام 1970 من إخراج كلود سوتيه عن رواية تحمل نفس الأسم للروائي الفرنسي بول جويمار (1921-2004)، تدور أحداث الفيلم حول حادث سيارة يتعرض له المهندس المعماري بيير (ميشيل بيكولي) وسرد الأحداث قبل وبعد الحادث.

## طاقم التمثيل
ميشيل بيكولي (1925-2020): في دور بير بيرارد
رومي شنايدر(1938-1982): في دور هيلين هالتيج
جيرار لارتيجو: في دور برتراند بيرارد
ليا ماساري: في دور كاترين بيرارد
جان بويز: في دور فرانسوا
بوبي لابوانتي: في دور سائق نقل الحيوانات
ايرف ساند: في دور سائق الشاحنة
جاكي ريتشارد: في دور الممرضة
بيتي بيكارز: في دور راكبة
دومينيك زاردي: في دور راكب

## أحداث الفيلم
تسير شاحنة نقل خنازير على طريق سفر في الريف الفرنسي صباح يوم صيفي، تصل الشاحنة إلى مفترق طرق، وهناك تنحرف سيارة ألفا روميو في محاولة لتجنب التصادم بالشاحنة، وبالرغم من ذلك يحدث التصادم، وتندفع السيارة ألفا روميو بسائقها بيير (ميشيل بيكولي) ويسقط فاقدًا للوعي.
تتوالى أحداث الفيلم في قفزات متكررة في الوقت، بين وقت ما قبل الحادث وما بعده، ويدور في ذهن بيير، ضحية الحادث وهو ملقي على الأرض بين الحياة والموت، شريط حياته. كان بيير مهندس معماري في الأربعينيات من عمره يعيش في باريس، يقود سيارته إلى لقاء في مدينة رين، وكان قد تشاجر مع عشيقته هيلين (رومي شنايدر) في الليلة السابقة، كانت الخلافات بينهما تتصاعد، وكان من المقرر أن يغادروا معا للحصول على وظيفة عرضت عليه في تونس، لكنه لا يوقع الوثائق، ويوافق على إصطحاب إبنه المراهق برتراند، الذي يعيش مع زوجته المنفصلة عنه كاثرين، وذلك لقضاء عطلة في منزل العائلة في جزيرة ري، يتوقف للراحة في مقهى، ويكتب رسالة لهيلين يخطرها بنهاية ما بينهما، ولكنه يتردد ويدسها بجيبه ولا يرسلها لهيلين، يقود سيارته بعد حضور حفل زفاف ويقرر أن رسالته التي لم يقوى على إرسالها إلى هيلين، كانت خاطئة تمامًا بل ويجب عليه أن يتزوجها. يتجمع المارة حول بيير وهو ملقى على الأرض، وسائق الشاحنة يشرح للمتجمعين حوله كيف تم الحادث، وبيير مازال يشعر بمن حوله ولكنه لا يتحرك ولا يسمع، ويترجل رجل دين من سيارته لمشاهدة الحادث، وتدور في ذهن بيير فكرة أن المتجمعين حوله يظنون أنه توفى وقاموا بدعوة رجل دين لإتمام إجراءات دفنه.
يتم نقله إلى المستشفى في لومان، وتسوء حالته، تبرز في مخيلته  صورة بحر وهو يحاول السباحة ويفشل ويبعد عن كل من السباحين، ويهبط إلى القاع في إشارة لوفاته.
تسرع إلى المستشفى زوجته المنفصلة عنه كاثرين، وتسلمها الممرضة كل ما يخص المتوفى، بما في ذلك الرسالة غير المرسلة إلى هيلين، وتقرأها كاثرين وكلماتها تقول أن بيير يقطع علاقته بهيلين، وتقف كاثرين حائرة عندما ترى هيلين قادمة، وتمزق الرسالة قطعًا، وتستقبل الممرضة هيلين لتخبرها إنها جاءت متأخرة جدًا.

## الإنتاج
رفض العديد من الممولين في فرنسا فكرة صنع فيلم من رواية بول جويمار، كان هذا هو الفيلم الرابع للمخرج الفرنسي كلود سوتيه، وأيضا هو أول نجاح لسوتيه مما دفعه للعمل مرة أخرى مع الممثلة رومي شنايدر. استعان سوتيه بالملحن فيليب ساردي لكتابة موسيقى الفيلم، وأيضا بسبب نجاح الملحن في عمله استمر سوتيه في التعاون معه في أفلامه التالية، على مدى خمسة وعشرين عامًا وأحد عشر فيلمًا. تم تصوير مشهد تحطم السيارة على مفترق طرق تم إنشاؤه خصيصًا لهذا الغرض، وإستغرق الأمر إسبوعين لإتمام التصوير.

## صدور الفيلم وإستقباله
تم توزيع الفيلم بواسطة شركتين، «شركة توزيع الأفلام الفرنسية» بفرنسا، وشركة كولومبيا في الولايات المتحدة.
أشادت مجلة فاراياتي ببراعة المخرج ورؤيته الثابتة، وكتبت مجلة تايم اوت إنه من الصعب عمل فيلم غير ممل من قصة بسيطة، إلا أن سوتيه تمكن من ذلك، ويعود الفضل لأداء ميشيل بيكولي الجميل، اما صحيفة النيويورك تايمز فقد أشادت بأداء بيكولي، لكن ذكرت إنه كان من الأفضل أن يقدم المخرج بطله في وعيه، لكي ينقل لنا مشاعره بدلا من أن يقدمه غائب عن الوعى ويتولى هو سرد الحوادث، كما كتب أنتوني لين في جريدة النيويوركر في إحياء ذكرى الفيلم في عام 2009، أن الفيلم يمثل أقوى اداء لميشيل بيكولي، كما نجح المخرج سوتيه في تقديم صورة الحب الشائك، وإعتبر الفيلم في مرتبة أقل من رائعة المخرج جان لوك جودار عام 1964 «إزدراء Contempt»، ومع ذلك فان بطل الفيلم يستحوذ على أنظارنا، فهو هزيل، واثق، ورجولي، يخرج سيجارته من بين شفتيه فقط ليقول جملته، ويضيف الكاتب إنه يؤلمه بشدة شعور الحياة المفقود وتقديم البطل غائبًا.
حصل الفيلم على جائزة «لويس ديلوك Louis Delluc Prize» وشاهده 2,959,682 مشاهد في فرنسا  مما يجعله ثامن أعلى فيلم ربح في ذلك العام.

### الطبعة الجديدة
تم إعادة إنتاج فيلم «أشياء الحياة» في نسخته الأمريكية، فقد قام المخرج الأمريكي مارك ريدل في عام 1994 بتقديم فيلمه «تقاطع طرق Intersection» بطولة ريتشارد جير ولوليتا دافيدوفيتش (في دور الصديقة) وشارون ستون (في دور الزوجة المنفصلة).

## وصلات خارجية
مقالات تستعمل روابط فنية بلا صلة مع ويكي بيانات